# Hugo Trejo
Hugo Enrique Trejo (Mérida, Venezuela, 6 de abril de 1922-Caracas, Venezuela, 16 de febrero de 1998) fue un militar y político venezolano que encabezó el primer intento de rebelión militar contra el presidente de Venezuela Marcos Pérez Jiménez.

## Primeros años
Hijo de José María Jiménez y de Josefa María Trejo Calderón. Culminado el tercer año de bachillerato, se alista en las Fuerzas Armadas, a través de la Escuela de Clases de La Grita, estado Táchira. Allí es seleccionado para continuar estudios en la Escuela Militar de Venezuela de la cual egresa como subteniente, en el primer puesto de la Promoción Francisco de Miranda en enero de 1943. Asignado al Batallón Venezuela N°1 de la guarnición de Mérida Estuvo designado en guarniciones de Maracay y Caracas y se especializó con notable desempeño en la rama de artillería, por lo que en 1950 fue becado para realizar estudios de Estado Mayor en la Escuela Superior del Ejército en Madrid, egresando de la misma en el puesto número uno bis, por su condición de extranjero, de la promoción N° 50.
Regresó de España el 11 de junio de 1954 y se incorpora al Estado Mayor General del Ministerio de la Defensa como Jefe del Negociado de la Organización de la Tercera Sección. Un incidente con el ministro del Interior, Laureano Vallenilla-Lanz Planchart, le valió que su traslado del Ministerio de la Defensa a la Escuela de Estado Mayor del Ejército y a la Escuela de Aplicación de las Fuerzas Armadas de Cooperación como profesor. No estuvo de acuerdo con las políticas aplicadas por el presidente Marcos Pérez Jiménez  participando en un movimiento insurreccional para derrocar a su gobierno, comandando el levantamiento el 1° de enero de 1958.

## Golpe de Estado

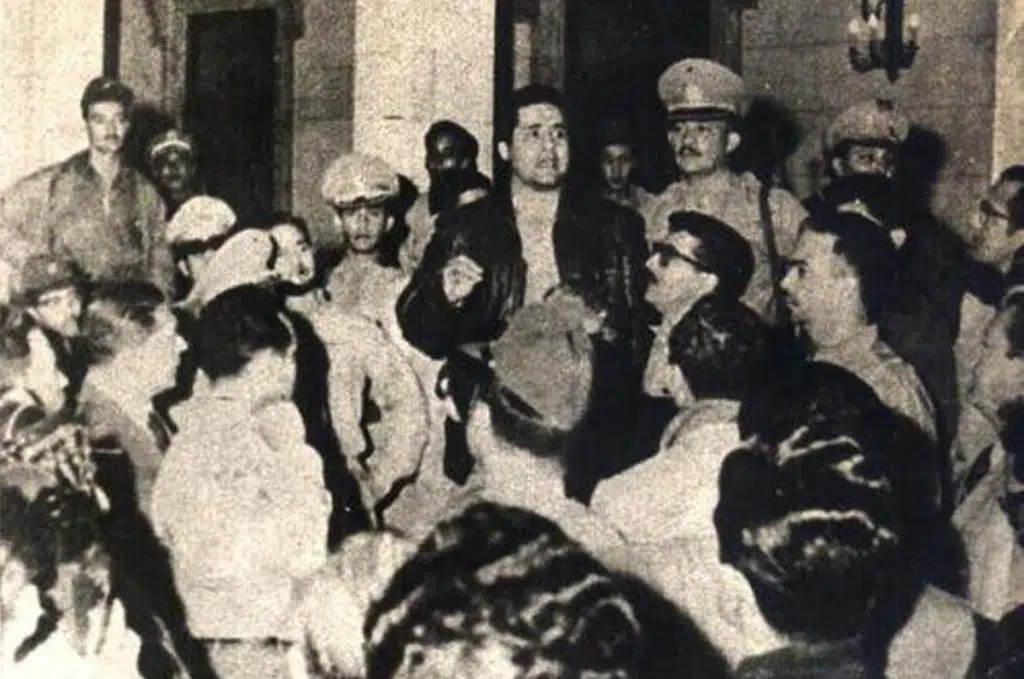
Hugo Trejo saliendo de la cárcel.

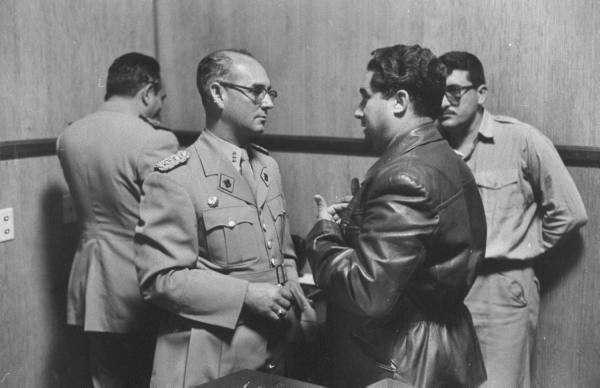
Carlos Luis Araque y Hugo Trejo.

El primero de enero de 1958 se produjo el primer intento de rebelión militar contra Pérez Jiménez. El movimiento encabezado por el Coronel Hugo Trejo contó con la participación de un buen número de oficiales de la guarnición de Caracas y de Maracay, principalmente de la Fuerza Aérea al mando de Martin Parada. Tomando bajo su control el Cuartel Urdaneta, ubicado al oeste de Caracas, pero por falta de municiones no pudo apoderarse del palacio de Miraflores, optando por ocupar Los Teques, como punto estratégico de comunicación entre las guarniciones de Caracas y Maracay. Este levantamiento militar fracasó pues los jefes de la Fuerza Aérea, comprometidos con la insurgencia, la abandonaron y Trejo fue detenido el 2 de enero por el Teniente Coronel Clemente Sánchez Valderrama y trasladado a los sótanos de Miraflores. Sin embargo, a partir del primero de enero la crisis interna de la dictadura se hizo cada día más grave. Se produjeron nuevos brotes insurreccionales en las fuerzas armadas y el movimiento popular se manifestó con más vigor en la lucha contra Marcos Pérez Jiménez. Se acentuó la represión; las cárceles se llenaron de presos políticos; fueron cerrados los liceos y reprimido el movimiento estudiantil. Pero el movimiento popular iba en ascenso; densos sectores sociales se incorporaban activamente a la lucha: intelectuales, médicos, abogados, profesores, ingenieros, suscriben manifiestos de denuncia contra el régimen. Esto significaba pérdida de prestigio en la institución armada que aparecía comprometida de hecho con los desmanes del régimen. En las calles se suceden manifestaciones y motines.
A mediados de enero la Junta Patriótica llamó a la huelga general para el día 21. El 21 de enero comienza la huelga de prensa y horas después de ésta, la huelga general convocada por la Junta Patriótica. El paro se cumplió a cabalidad y en muchos sitios de Caracas se produjeron enfrentamientos con las fuerzas del gobierno. El 22 se reúnen altos jefes militares en la Academia Militar para considerar la situación. Sus deliberaciones concluyen formando una Junta Militar de Gobierno que pide la renuncia a Pérez Jiménez. En la noche del día 22, la Marina de Guerra y la Guarnición de Caracas se pronunciaron contra la dictadura; y Pérez Jiménez, privado de todo apoyo en las Fuerzas Armadas, huyó en la madrugada del 23 de enero desde el Aeropuerto La Carlota, rumbo a Santo Domingo.

## Inicio de la actividad política
Ya en libertad, el Comandante Trejo asume la Subjefatura del Estado Mayor General y emprende una campaña para estabilizar el naciente proceso democrático y de prédica de su doctrina: “Democratización de las Fuerzas Armadas e integración al pueblo de Venezuela”; su liderazgo y creciente popularidad resultaba incómodo para algunas de las figuras del nuevo poder político y el gobierno decidió que Trejo debía abandonar el país y el 27 de abril de 1958 parte como Embajador en Costa Rica, en una suerte de exilio que se prolongaría por varios años.
Ejerció cargos diplomáticos, tales como, jefe de la Delegación Venezolana ante la Junta Interamericana de Defensa en Washington, EE.UU en 1960 y 1961. En 1963 es enviado como agregado militar de la Embajada venezolana en la República Federal de Alemania; viaja a España en 1965 a realizar estudios superiores de Altos Mandos Militares y el Curso Superior de Guerra Subversiva. En 1966 el gobierno de Venezuela lo propone como Embajador en Honduras, pero esta nación lo declara persona no grata, debido a la oposición sostenida en el pasado frente a la dictadura de Anastasio Somoza en Nicaragua. Luego regresó a Venezuela, fue investigado y solicitó la baja, la cual le fue concedida en 1967.
Desde 1967 impartió clases en el Liceo Vista Alegre de Caracas y en la Universidad Nacional Experimental Simón Rodríguez, además de ejercer la dirección del Colegio de Mejoramiento Integral y Actualización Profesional del Instituto de Oficiales en Situación de Disponibilidad y Retiro; y del Colegio Nuestra Señora del Valle, Vista Alegre, Caracas.
Fue director general de Calcetines Master y administrador de los asilos para ancianos, Casa Nazaret y Casa Corina Bertier, Escribió en 1975 el libro Basta de concesiones a Colombia, en defensa de los límites venezolanos y de denuncia de posibles acuerdos contra los intereses nacionales.
En 1990 fundó una agrupación política denominada Movimiento Nacionalista Venezolano Integral (MNVI), para incorporarse a la lucha política de ese momento en el país; tras el alzamiento militar del 4 de febrero de 1992, apoya y defiende a los oficiales detenidos, convirtiéndose en vocero de sus planteamientos políticos. Sus profundas convicciones religiosas lo llevan a realizar estudios que le permitieron actuar como Ministro Extraordinario de la Comunión y participar activamente en su parroquia de Vista Alegre, Caracas, llevando la comunión y consuelo a ancianos y enfermos.

## Muerte
Enrique Hugo Jiménez Trejo falleció de cáncer en el Hospital Militar de Caracas, antes de morir solicitó ser velado vistiendo el hábito de la Tercera Orden de San Francisco de Asís, de la que fue miembro por más de treinta años y que sus cenizas se esparcieran en el Pico del Águila de la Cordillera de Los Andes. Le sucede su esposa Carmen Mogollón y sus siete hijos. Fue ascendido post mortem al grado de General del Ejército en 2008 por el presidente Hugo Chávez.